# Ipiranga (distretto di San Paolo)
Ipiranga è un distretto (distrito) della zona sud-orientale della metropoli brasiliana di San Paolo, situato nella subprefettura omonima.
Il suo nome è un riferimento al torrente Ipiranga, che lo attraversa e il cui nome significa "fiume rosso" in lingua tupi, a causa delle sue acque fangose. Il quartiere ospita il Parco dell'Indipendenza, il luogo in cui, secondo la tradizione storica, Dom Pedro I proclamò l'indipendenza del Brasile dal Portogallo, nonché il Museo dell'Ipiranga, con la sua architettura in stile classico, che ospita un gran numero di cimeli del periodo coloniale, e il Museo di Zoologia. 

## Trasporti
Il quartiere è servito dalla linea 2-Verde della metropolitana nelle stazioni di Alto do Ipiranga, Sacomã e Tamanduateí e dalla Linea 10-Turchese del Treno Metropolitano nelle stazioni di Tamanduateí e Ipiranga, che in futuro sarà integrata con la Linea 15-Argento della monorotaia.